# Heracleum paphlagonicum
Heracleum paphlagonicum är en flockblommig växtart som beskrevs av Hanna Czeczott. Heracleum paphlagonicum ingår i släktet lokor, och familjen flockblommiga växter. Inga underarter finns listade i Catalogue of Life.